# Ruth Werner
Ruth Werner (ur. 15 maja 1907 w Berlinie, zm. 7 lipca 2000 tamże) – niemiecka działaczka rewolucyjna i pisarka, funkcjonariuszka radzieckich służb specjalnych.

## Życiorys
Urodziła się pod nazwiskiem Kuczynski. Po ukończeniu nauki pracowała w księgarni, a następnie wydawnictwie Ullstein w Berlinie. Jednocześnie zaangażowała się w działalność w niemieckim ruchu rewolucyjnym. W 1926 roku wstąpiła do Komunistycznego Związku Młodzieży Niemieckiej, a wkrótce potem do Komunistycznej Partii Niemiec. W 1928 roku wysłano ją do Stanów Zjednoczonych jako przedstawiciela wydawnictwa Ullstein. W 1930 roku wyjechała do Chin, gdzie jej mąż otrzymał pracę architekta w Szanghaju.
Pod koniec 1930 roku została zwerbowana przez sowiecki wywiad wojskowy. Otrzymała pseudonim „Sonia”. Była współpracownicą Richarda Sorge, a następnie jego następcy. W 1933 roku przyjechała do Związku Radzieckiego, gdzie rok później ukończyła kurs wywiadu radiowego. W maju 1934 roku powróciła do Chin. Prowadziła nielegalną działalność wywiadowczą w Mukdenie, a następnie Pekinie. W 1935 roku została skierowana do Polski, gdzie występowała pod fałszywym nazwiskiem Urszula Kuczyńska. W 1938 roku zorganizowała siatkę szpiegowską w Szwajcarii. Współtworzyła „Czerwoną Orkiestrę”. Wyszła za mąż za brytyjskiego komunistę. W 1940 roku przybyła do Wielkiej Brytanii. Pełniła funkcję łączniczki między legalną rezydenturą sowieckiego wywiadu wojskowego i jej agentami w terenie. Doszła do stopnia podpułkownika bezpieczeństwa państwowego. W marcu 1950 roku, po aresztowaniu przez Brytyjczyków jako sowieckiego szpiega fizyka atomowego Klausa Fuchsa, wyjechała do Niemieckiej Republiki Demokratycznej. Pracowała w prasie, a następnie resorcie handlu wewnętrznego.
Napisała kilka książek z zakresu ekonomii. Od 1956 roku zajmowała się pisaniem opowiadań przygodowych dla młodzieży jako Ruth Werner.